# Zmarli w lutym 2014

## Luty 2014
- 28 lutego
  - Kevon Carter – trynidadzki piłkarz[1]
  - Jerzy Kolendo – polski archeolog[2]
  - Michio Mado – japoński poeta[3]
  - Piotr Przyłucki – polski generał brygady LWP[4]
- 27 lutego
  - Raymond Boland – amerykański duchowny katolicki, biskup Kansas City-Saint Joseph[5]
  - Bryan Clarke – brytyjski genetyk[6]
  - Huber Matos – kubański polityk, dysydent[7]
  - Witold Marian Młynarczyk – polski lekarz[8]
- 26 lutego
  - Dezső Novák – węgierski piłkarz[9]
- 25 lutego
  - Jürgen Brümmer – niemiecki gimnastyk i fizjoterapeuta[10]
  - Peter Callander – angielski autor piosenek, producent muzyczny[11]
  - Antonio Cermeño – wenezuelski bokser[12]
  - Mário Coluna – portugalski piłkarz, polityk, minister sportu[13]
  - Carlos Gracida – meksykański zawodnik polo[14]
  - Paco de Lucía – hiszpański gitarzysta flamenco[15]
- 24 lutego
  - Franny Beecher – amerykański gitarzysta rockowy, muzyk zespołu Bill Haley & His Comets[16]
  - Tadeusz Czyżewski – polski działacz partyjny i samorządowy, prezydent Ciechanowa (1975–1980)[17]
  - Nicolae Herlea – rumuński śpiewak operowy (baryton)[18]
  - Alexis Hunter – nowozelandzka malarka i fotograf, feministka[19]
  - Harold Ramis – amerykański aktor, reżyser i scenarzysta[20]
  - Anna Reynolds – angielska śpiewaczka operowa[21]
  - Günter Reisch – niemiecki reżyser filmowy[22]
- 23 lutego
  - Tadeusz Chyła – polski piosenkarz, kompozytor, gitarzysta[23]
  - Leszek Dutka – polski malarz, rzeźbiarz, ceramik[24]
  - Alice Herz-Sommer – czeska pianistka, pedagog i najstarsza żyjąca osoba ocalała z obozu koncentracyjnego Theresienstadt[25]
  - Tadeusz Kisieliński – polski toksykolog[26]
- 22 lutego
  - Charlotte Dawson – nowozelandzka modelka[27]
  - Iván Nagy – węgierski tancerz baletowy[28]
  - Stanisław Marian Zajączkowski – polski historyk, specjalizujący się w historii Polski średniowiecznej[29]
- 21 lutego
  - Eddie O’Brien – amerykański baseballista[30]
  - Tony Crook – brytyjski kierowca wyścigowy[31]
  - Franciszek Dębski – polski pedagog, działacz harcerski i instruktor zuchowy[32]
  - Piotr Mankiewicz – polski matematyk, specjalista w zakresie analizy funkcjonalnej[33]
- 20 lutego
  - Rafael Addiego Bruno – urugwajski polityk[34]
  - Génesis Carmona – wenezuelska modelka, miss[35]
- 19 lutego
  - Toshiko D’Elia – amerykańska lekkoatletka pochodzenia japońskiego, długodystansowiec, maratończyk[36]
  - Simón Díaz – wenezuelski piosenkarz, kompozytor[37]
  - Antonio Benítez Fernández – hiszpański piłkarz[38]
  - Dale Gardner – amerykański astronauta[39]
  - Walerij Kubasow – rosyjski kosmonauta[40]
  - Duffy Power – brytyjski piosenkarz bluesowy i rock and rollowy[41]
  - Malcolm Tierney – angielski aktor[42]
- 18 lutego
  - Nelson Frazier Jr. – amerykański wrestler[43]
  - Mavis Gallant – kanadyjska pisarka[44]
  - Kristof Goddaert – belgijski kolarz szosowy[45]
  - Dieter Przewdzing – polski samorządowiec, burmistrz Zdzieszowic[46]
  - Maria Franziska von Trapp – austriacka piosenkarka[47]
- 17 lutego
  - Karol Maciej Butkiewicz – polski farmaceuta[48]
  - Bob Casale – amerykański muzyk rockowy, gitarzysta i klawiszowiec grupy Devo[49]
  - Denzil Thomas – walijski rugbysta[50]
- 16 lutego
  - Kralle Krawinkel – niemiecki gitarzysta, muzyk zespołu Trio[51]
  - Jaroslav Krejčí – czeski polityk, profesor, prawnik i były więzień polityczny[52]
  - Nina Polan – polska aktorka[53]
  - Józef Wójcik – polski duchowny katolicki, ksiądz infułat[54]
- 15 lutego
  - Corrado Benedetti – włoski piłkarz i trener piłkarski[55]
  - Christopher Malcolm – szkocki aktor, reżyser i producent[56]
  - Irena Sławińska – polska pisarka, publicystka i tłumaczka pochodzenia chińskiego[57]
  - Enju Wyłczew – bułgarski zapaśnik[58]
- 14 lutego
  - Tom Finney – angielski piłkarz[59]
  - Jim Fregosi – amerykański baseballista[60]
  - Robert M. Fresco – amerykański filmowiec, dokumentalista[61]
  - Chad Kellogg – amerykański wspinacz, himalaista[62]
  - Janusz Stanny – polski grafik, plakacista, ilustrator, rysownik, karykaturzysta[63]
- 13 lutego
  - Piero D’Inzeo – włoski jeździec sportowy, sześciokrotny medalista olimpijski[64]
  - Jimmy Jones – północnoirlandzki piłkarz[65]
  - Ken Jones – brytyjski aktor[66]
  - Richard Møller Nielsen – duński piłkarz i trener piłkarski[67]
  - Jan Olszewski – polski krytyk filmowy[68]
  - Zbigniew Romaszewski – polski polityk, działacz opozycji w okresie PRL[69]
  - Marty Thau – amerykański przedsiębiorca, menedżer i producent muzyczny[70]
  - Ralph Waite – amerykański aktor[71]
  - Edward Żebrowski – polski reżyser, scenarzysta i aktor[72]
- 12 lutego
  - Sid Caesar – amerykański aktor, komik i kompozytor pochodzenia żydowskiego[73]
  - Maggie Estep – amerykańska pisarka, poetka, piosenkarka[74]
  - Josef Röhrig – niemiecki piłkarz[75]
- 11 lutego
  - Roy Alvarez – filipiński aktor[76]
  - Alice Babs – szwedzka piosenkarka[77]
  - Léon Hégelé – francuski duchowny katolicki, biskup Strasbourgu[78]
  - Seán Potts – irlandzki muzyk folkowy, współzałożyciel grupy muzycznej The Chieftains[79]
  - Skënder Sallaku – albański aktor[80]
- 10 lutego
  - Luiz de França – brazylijski zawodnik MMA[81]
  - Stuart Hall – jamajski socjolog, teoretyk kultury[82]
  - Gordon Harris – angielski piłkarz[83]
  - Ian McNaught-Davis – brytyjski alpinista, himalaista[84]
  - Bolesław Polnar – polski malarz, grafik[85]
  - Shirley Temple – amerykańska aktorka[86]
- 9 lutego
  - Gabriel Axel – duński reżyser filmowy[87]
  - Ranjit Bhatia – indyjski lekkoatleta, długodystansowiec[88]
  - Jan Świdziński – polski artysta współczesny, filozof, performer[89]
- 8 lutego
  - Stanisław Jędrzejewski – polski prawnik[90]
- Lesław Laskowski – polski polityk i inżynier, poseł na Sejm PRL VIII kadencji[91]
  - Philippe Mahut – francuski piłkarz[92]
  - Maicon Pereira de Oliveira – brazylijski piłkarz[93]
- 7 lutego
  - Christopher Barry – brytyjski reżyser telewizyjny[94]
  - Doug Mohns – kanadyjski hokeista[95]
- 6 lutego
  - Vasil Biľak – słowacki polityk[96]
  - Robert Dahl – amerykański politolog, socjolog[97]
  - Ralph Kiner – amerykański baseballista, komentator sportowy[98]
  - Maxine Kumin(inne języki) – amerykańska poetka[99]
  - Józef Trojak – polski piłkarz[100]
  - Vaçe Zela – albańska piosenkarka[101]
- 5 lutego
  - Carlos Borges – urugwajski piłkarz[102]
  - Richard Hayman – amerykański aranżer, harmonijkarz i dyrygent[103]
  - Regina Schönborn – polska poetka, pisarka, członkini Związku Literatów Polskich[104]
- 4 lutego
  - Antoni Gryniewicz – polski ekonomista, wiceminister finansów (1985–1989)[105]
  - Dennis Lota – zambijski piłkarz[106]
  - Hubert Luthe – niemiecki duchowny katolicki, biskup Essen[107]
  - Peter Moreth – wschodnioniemiecki działacz partyjny i ekonomista, wicepremier i minister (1989–1990), prezes Treuhandanstalt (1990)[108]
  - Tadeusz Mosz – polski dziennikarz, prezenter telewizyjny, publicysta ekonomiczny[109]
  - Tadeusz Rynkowski – polski bokser, trener bokserski[110]
  - Wu Ma – chiński aktor[111]
- 3 lutego
  - Louise Brough – amerykańska tenisistka[112]
  - Richard Bull – amerykański aktor[113]
  - Izak Goldfinger – izraelski działacz społeczno-kulturalny pochodzenia polsko-żydowskiego[114]
  - Óscar González – meksykański bokser[115]
  - Max Howell – australijski pedagog i autor, sportowiec[116]
  - K. Lamar Alsop – amerykański skrzypek[117]
  - Gloria Leonard – amerykańska aktorka pornograficzna[118]
- 2 lutego
  - Gerd Albrecht – niemiecki dyrygent[119]
  - Eduardo Coutinho – brazylijski reżyser, aktor, scenarzysta, producent filmowy i dziennikarz[120]
  - Jerzy Góralczyk – polski aktor[121]
  - Philip Seymour Hoffman – amerykański aktor[122]
  - Bunny Rugs – jamajski muzyk, członek jamajskiej grupy Third World i Inner Circle[123]
- 1 lutego
  - Luis Aragonés – hiszpański piłkarz i trener piłkarski[124]
  - Stefan Bożkow – bułgarski piłkarz[125]
  - Tony Hateley – angielski piłkarz[126]
  - József Kökény – węgierski piłkarz[127]
  - Wasilij Pietrow – rosyjski wojskowy, generał, marszałek ZSRR[128]
  - Dave Power – australijski lekkoatleta, długodystansowiec[129]
  - Maximilian Schell – austriacki aktor, reżyser, scenarzysta i producent filmowy[130]